# Jinak to nejde
Jinak to nejde je desáté studiové album Hany Zagorové nahrané v Studio Mozarteum. Album vyšlo roku 1985. Hudební aranžmá vytvořil Karel Vágner se svým orchestrem. Písně jsou doprovázeny vokály Petra Kotvalda a Stanislava Hložka.

## Seznam skladeb
Strana A:
1. Bláznivej čas (Niel Cze Godin) (Andrzej Rybiński/Šárka Schmidtová) 03:00
2. Nešlap, nelámej (Jiří Zmožek/Zdeněk Borovec) 03:32
3. Přání (Peter Hanzely/Pavel Žák) 03:20
4. Jak já mám to ságo rád (Karel Vágner/Stanislav Kalous) 03:00
5. Až budou kytky umět psát (Ryszard Rynkowski/Pavel Žák) 03:25
6. Digitální svět (Karel Vágner/Miloš Petana) 02:50
7. Jinak to nejde (Guardian Angel) (Kurt Gebegern/Miroslav Černý) 04:08

Strana B:
1. Vrať se k dětským hrám (Uptown Girl) (Billy Joel/Zdeněk Borovec) 03:16
2. Má pohádková země (Karel Vágner/Pavel Žák) 02:22
3. Leť s námi, leť kosmem (Bohuslav Ondráček/Eduard Krečmar) 03:11
4. Lásko kolem nás (Pavel Žák/Pavel Žák) 06:12
5. Definice lásky (Karel Vágner/Pavel Žák) 03:00
6. Kdo má rád (I Don't Want To Talk About It) (Danny Whitten/Zdeněk Rytíř) 04:02